# Allan Ramsay (Autor)

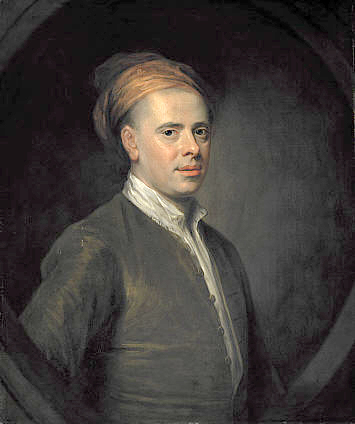
Allan Ramsay

Allan Ramsay (* 15. Oktober 1686 in Leadhills, Lanarkshire, Schottland; † 7. Januar 1758 in Edinburgh) war ein schottischer Dichter, Buchhändler, Herausgeber, Theaterleiter und Bibliothekar mit dem Broterwerb des Perückenmachers. Sein Perückengeschäft befand sich am Edinburgher Grassmarket. Er wurde Mitglied des Easy Club. Zusammen mit seinem Sohn Allan Ramsay Junior und einigen weiteren Gleichgesinnten, darunter dem Architekten William Adam, gründete er 1729 die wenig erfolgreiche  School of Saint Luke. Ramsay edierte die Werke von Robert Henryson, William Dunbar und anderen schottischen Dichtern des späten Mittelalters und sammelte schottische Volkslieder. Robert Burns bewunderte ihn sehr, Theodor Fontane (1819–1898) erwähnt ihn in seiner Reisebeschreibung „Jenseits des Tweed“ (1860).

## Werke
- The Tea Table Miscellany, 4 Bände, 1724–1732
- The Evergreen, 1724
- The gentle Shepherd, 1725
- Thirty Fables